# Llista d'aerolínies de Bèlgica
La següent és un llista de les aerolínies que estan operant actualment a Bèlgica:
| Aerolínia                    | IATA | OACI | Distintiu   | Fundació |
| ---------------------------- | ---- | ---- | ----------- | -------- |
| Abelag Aviation              | W9   | AAB  | ABG         | 1969     |
| Brussels Airlines            | SN   | BEL  | BEE-LINE    | 2006     |
| Jetairfly                    | TB   | JAF  | BEAUTY      | 2003     |
| Thomas Cook Airlines Belgium | FQ   | TCW  | THOMAS COOK | 2001     |
| TNT Airways                  | 3V   | TAY  | QUALITY     | 1999     |
| VLM Airlines                 | VG   | VLM  | RUBENS      | 1990     |